# Riccardo Pera
Riccardo Pera (Lucca, 4 juli 1999) is een Italiaans autocoureur.

## Carrière
Pera begon zijn autosportcarrière in de Italiaanse Porsche Carrera Cup. Hij won vijf races en werd achter Alessio Rovera tweede in het klassement. In 2018 maakte hij de overstap naar de European Le Mans Series (ELMS), waarin hij voor het team EbiMotors in de LMGTE-klasse uitkwam. Samen met Fabio Babini en Bret Curtis won hij de race op het Circuit de Spa-Francorchamps en werd zo met 58,5 punten vijfde in de eindstand. Ook reed hij in het seizoen 2018-2019 in twee races van de LMGTE Am-klasse in het FIA World Endurance Championship (WEC) voor Dempsey-Proton Racing. In de 6 uur van Shanghai werd hij derde, terwijl hij de 6 uur van Spa-Francorchamps samen met Matt Campbell en Christian Ried wist te winnen.
In 2019 bleef Pera actief in de ELMS bij Dempsey-Proton Racing, waar hij de auto samen met Ried en Matteo Cairoli deelde. Hij won de race op het Autodromo Nazionale Monza en werd met 76 punten tweede in de LMGTE-klasse. Dat jaar reed hij ook in een aantal races van het Italiaanse GT-kampioenschap, waar hij in de GT4-klasse twee zeges behaalde. In het seizoen 2019-2020 reed hij voor Dempsey-Proton in het WEC en deelde de auto opnieuw met Campbell en Ried. Hij stond in de 6 uur van Spa-Francorchamps en de 24 uur van Le Mans op het podium en werd met 107,5 punten vijfde in de LMGTE Am-klasse.
In 2021 stapte Pera binnen de LMGTE Am-klasse van het WEC over naar het Team Project 1 en deelde hier de auto met Cairoli en Egidio Perfetti. In de 8 uur van Portimão, de 6 uur van Bahrein en de 8 uur van Bahrein stond hij op het podium. Met 78 punten werd hij vierde in de eindstand. Daarnaast kwam hij dat jaar samen met Mattia Di Giusto uit in de GT4 Pro-Am-klasse van het Italiaanse GT-kampioenschap. Hij won alle zes races en werd zodoende tot kampioen gekroond.
In 2022 reed Pera in de LMGTE Am-klasse van het WEC voor GR Racing en deelde hier de auto met Ben Barker en Michael Wainwright. Het team miste de eerste race van het jaar. In de rest van het seizoen behaalde hij een podiumfinish in de 24 uur van Le Mans en werd zo met 50 punten tiende in het eindklassement. In de Italiaanse GT behaalde hij als gastcoureur twee zeges in de GT Cup-klasse.
In 2023 bleef Pera actief bij GR Racing als teamgenoot van Barker en Wainwright. Hij stond tweemaal op het podium tijdens de 24 uur van Le Mans en de 6 uur van Monza. Met 64 punten werd hij zesde in de eindstand. Tevens reed hij dat jaar voor Ombra Racing in de eerste twee races van de Porsche Supercup op het Circuit de Monaco en de Red Bull Ring, waarin hij respectievelijk twaalfde en dertiende werd.
In de winter van 2023 op 2024 reed Pera bij GR in de Asian Le Mans Series, opnieuw als teamgenoot van Barker en Wainwright. Een achtste plaats op de Dubai Autodrome was zijn beste resultaat en hij eindigde met zes punten op plaats 25 in de GT-klasse. Vervolgens keerde hij terug naar de ELMS, waar hij voor hetzelfde team als teamgenoot van Wainwright en Davide Rigon reed. Hij begon het seizoen met een podiumplaats op het Circuit de Barcelona-Catalunya. Tevens nam hij samen met Wainwright en Daniel Serra deel aan de 24 uur van Le Mans, waarin hij twaalfde in de LMGT3-klasse werd.